# Volovecké sedlo
Volovecké sedlo, též Beskydský průsmyk (ukrajinsky Волове́цький перева́л, Бескидський перевал), je průsmyk na pomezí Zakarpatské a Lvovské oblasti Ukrajiny, spojující údolí Dněstru s údolím Tisy. Leží v nadmořské výšce 974 metry.
Sedlem prochází silnice, která pro špatný stav není pro osobní auta sjízdná.[zdroj?]

### Externí odkazy

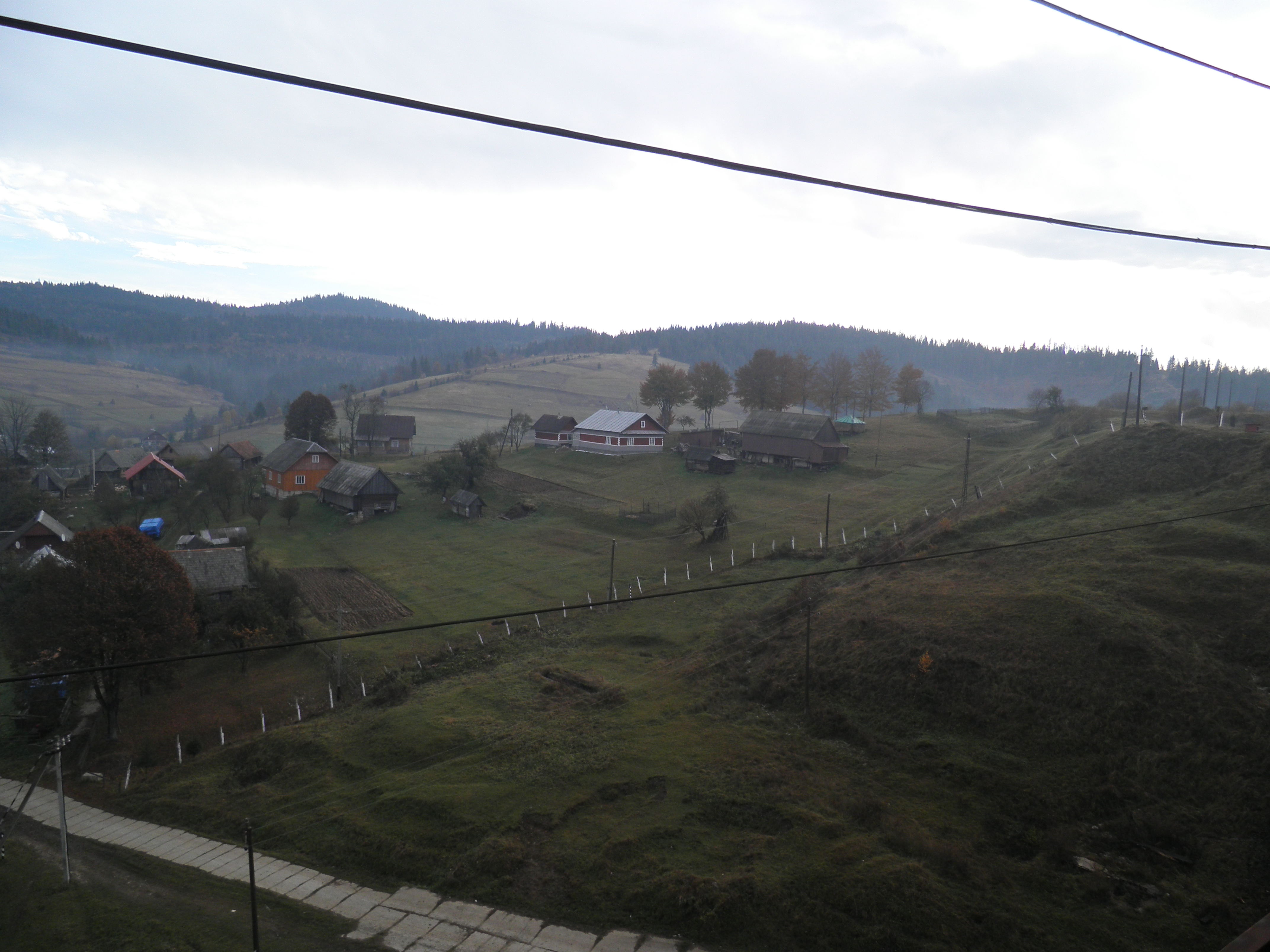
Pohled do sedla ze strany Lvovské oblasti

## Beskydský tunel
Pod průsmykem byl roku 1886 vyražen 1747 m dlouhý jednokolejný Beskydský tunel na železniční trati Lvov – Stryj – Čop, která je součástí 5. mezinárodního dopravního koridoru.
V lednu 2016 byl pod sedlem proražen druhý tubus dlouhý 1822 m o vnitřní výšce 8,5 m a šířce 10,5 m. Oba tubusy mají být spojeny třemi štolami, přičemž původní jednokolejný tubus má sloužit jako nouzová úniková cesta. Nový dvoukolejný tunel byl zprovozněn v roce 2018.